# Закович Микола Михайлович
Микола Михайлович Закович (12 серпня 1931, Кутище — 23 березня 2017, Київ) — український науковець (філософ, релігієзнавець, культуролог), педагог. Доктор філософських наук (1983), професор (1985). Заслужений діяч науки і техніки України (1992). Дослідник проблем духовної культури, релігійної свідомості, соціології релігії.
Майже 35 років — професор кафедри культурології Національного педагогічного університету імені Михайла Драгоманова (1983—2017), із яких 18 років — її завідувач. Автор та співавтор понад 100 наукових робіт, зокрема підручників «Релігієзнавство» та «Академічне релігієзнавство». Один із засновників Української асоціації релігієзнавців, її віце-президент та член правління.

## Життєпис
Народився 12 серпня 1931-го року у селі Кутище на Івано-Франківщині. Під час війни втратив батька, після чого провів підліткові роки у дитячому будинку.
У 1955-му році закінчив Станіславський педагогічний інститут за спеціальністю «Викладач фізики та математики». Декілька років викладав ці предмети у середній школі.
У кінці 1950-х зайнявся комсомольською та партійною роботами. З 1960-го по 1963-й рік керував лекторською групою Івано-Франківського обласного комітету Комуністичної партії.
У 1967-му році закінчив Московську академію суспільних наук, після чого повернувся на Івано-Франківщину. Відтоді 11 років обіймав посаду старшого наукового співробітника Івано-Франківського філіалу Інституту філософії АН УРСР, очолював відділ при ньому.
У 1978-му році перейшов на посаду керівника навчально-дослідного господарства Міжреспубліканського філіалу Інституту наукового атеїзму (Київ) під управлінням Олексія Онищенка. Навчався в аспірантурі при інституті.
У 1983-му році здобув науковий ступінь доктора філософських наук, захистивши дисертацію на тему «Празднично-обрядовая сфера социалистической духовной культуры». Відтоді ж — професор, завідувач кафедри культурології Національного педагогічного університету імені Михайла Драгоманова.
У 1985-му році здобув вчене звання професора. У 1993-му році виступив одним із засновників Української асоціації релігієзнавців, довгий час був її віце-президентом та членом правління.
У 2001-му році залишив посаду завідувача кафедри культурології університету ім. Драгоманова, залишивши собі обов'язки професора кафедри. Викладав до останніх днів життя.

Могила Миколи Заковича, Байкове кладовище

Помер від тяжкої хвороби 23 березня 2017 року. Похований у колумбарії Байкового кладовища.

## Наукова діяльність
Автор та співавтор понад 100 наукових робіт, зокрема підручників та посібників («Релігієзнавство», «Академічне релігієзнавство», «Українська та зарубіжна культура»). Дослідник проблем духовної культури, релігійної свідомості, соціології релігії.
Науковий керівник близько 40 кандидатів та докторів наук. Серед учнів Миколи Заковича — Віталій Хромець, Тарас Борозенець, Світлана Хрипко, Ганна Кулагіна-Стадніченко тощо.
Керівник спеціалізованої ради із захисту дисертацій з культурології та релігієзнавства університету ім. Драгоманова, член спеціалізованої ради з релігієзнавства Інституту філософії, член декількох науково-методичних комісій Міністерства освіти і науки України.

## Науковий доробок (частковий)
- 1974 — «Иеговизм и иеговисты» (у співавторстві)
- 1983 — «Празднично-обрядовая сфера социалистической духовной культуры» (дисертація)
- 1996 — «Проблеми релігієзнавчої освіти в Україні» (стаття)
- 1998 — «Релігійний чинник в консолідації нації» (стаття)
- 2000 — «Академічне релігієзнавство» (у співавторстві; підручник)
- 2001 — «Досягнення сучасної науки і релігійна свідомість» (монографія)
- 2003 — «Секуляризація релігії в контексті глобалізації» (монографія)
- 2005 — «Релігійна освіта у соціальних концепціях християнських церков України» (стаття)
- 2008 — «Проблема духовності та місце релігієзнавства в її формуванні» (стаття)
- 2009 — «Українська та зарубіжна культура» (у співавторстві; посібник)
- 2009 — «Релігієзнавство» (у спіавторстві; підручник)
- 2018 — «Богословське розуміння співвідношення релігії і науки як співвідношення відмінних світоглядів» (стаття; видана посмертно)